# フォッカー T.VIII
フォッカー T.VIII
An RAF Fokker T.VIII, operated by No. 320 Squadron
- 用途：雷撃機
- 製造者：フォッカー
- 運用者：オランダ海軍航空隊、イギリス空軍、ドイツ空軍
- 初飛行：1938年
- 生産数：36機

フォッカー T.VIII（Fokker T.V）は、1930年代に開発されたオランダの雷撃機/偵察機用の双発水上機である。オランダ、イギリス空軍、ドイツ空軍で使用された。本機は元々自国周辺水域とオランダ領東インドで使用することを目的としたオランダ海軍航空隊からの要求により開発された。

## 開発
T.VIII W/Gは中翼単葉機であり、楕円形断面の胴体は軽金属製の機首部、木製の中央部、金属フレームに羽布張りの後部の3つで構成されていた。主翼は2本の交差桁とベークライト製リブが合板で覆われていたが、T.VIII W/M型では主翼と共に後部胴体も軽金属製となった。降着装置は内部が6つの水密構造区画と予備燃料タンクで構成された防錆ジュラルミン製の2つのフロートで構成されていた。

## 運用の歴史
本機は1938年の初飛行後に量産に入り、11機がオランダで就役した。ドイツのオランダ侵攻の時点で9機がフランスの基地に配置替えとなり、1940年5月22日にイギリスへ逃れてサウスウェールズのペンブローク・ドックに駐留するen:Coastal Command隷下英第320（オランダ）飛行隊の基礎となった。最終的にこれらの機体は補修部品の欠乏により退役した。一方でドイツ側はフォッカー社の工場で生産中の機体を完成させ、トラフェミュンデでの評価試験後にこれらを黒海の偵察、捜索救難、対潜活動に使用した。
1941年5月6日に4名　－　オランダ陸軍航空旅団所属の元少尉Govert Steenと元伍長Evert Willem Boomsmaが、フォッカー社の技術者Wijbert Lindemanと元オランダ陸軍の少尉Jan Beelaerts van Bloklandと共にアムステルダムのアイのMindervahavenに舫ってあったフォッカー T.VIIw KD+GQを水上に引き出した。夜明け方に何とか離水し（戦闘機パイロットのSteenはこの機種の操縦経験は無かった）、イギリスへ渡りイギリス側の対空砲火を避けながらケント州のブロードステアーズに着水した。Beelaerts van BloklandとLindemanはイレーネ王女旅団に参加し、ノルマンディー上陸作戦時にはBeelaerts van Bloklandがこの部隊の指揮官となっていた。一方Steenは英第129飛行隊に入り、1942年6月5日に撃墜されて戦死するまでに79回の出撃に参加した。

## 派生型
T.VIII W/G
木金混合構造。19機製造。
T.VIII W/M
全金属製。12機製造。
T.VIII W/C
高出力エンジンを搭載し、大型化された機体。フィンランドから5機が発注されたが、ドイツ空軍が鹵獲して使用。

## 運用
フィンランド
- フィンランド空軍が5機のT.VIII W/Cを発注したが納入された機体は無い。

 ドイツ
- ドイツ空軍が鹵獲機を数機使用。

 オランダ
- オランダ海軍航空隊

 イギリス
- イギリス空軍

## 要目 (T.VIII W/G)
出典: Encyclopedia of Military Aircraft
諸元
- 乗員: 3
- 全長: 13 m
- 全高: 5 m
- 翼幅: 18 m
- 運用時重量: 5,000 kg
- 動力: ライト R-975-E3 ワールウィンド 星形エンジン、336 kW    × 2

性能
- 最大速度: 285 km/h at 3,000 m (9,843 ft)
- 航続距離: 2,750 km
- 実用上昇限度: 6,800 m[7]

武装
- 固定武装: 2 × 7.92 (0.312 in) 機関銃
- 爆弾: 600 kg (1,323 lb) の爆弾、又は航空魚雷